# Sinapylalkohol
Sinapylalkohol je organická sloučenina strukturou podobná kyselině skořicové. Je syntetizován v metabolismu fenylpropanoidů, jeho přímým prekurzorem je sinapaldehyd. Tato látka patří mezi monolignoly, což je skupina látek, které jsou prekurzory ligninu a lignanů. Rovněž se jedná o biosyntetický prekurzor stilbenoidů a kumarinů.